# Pterotister schwarzmaieri
Pterotister schwarzmaieri är en skalbaggsart som beskrevs av Borgmeier 1948. Pterotister schwarzmaieri ingår i släktet Pterotister och familjen stumpbaggar. Inga underarter finns listade i Catalogue of Life.